# Miejscowość

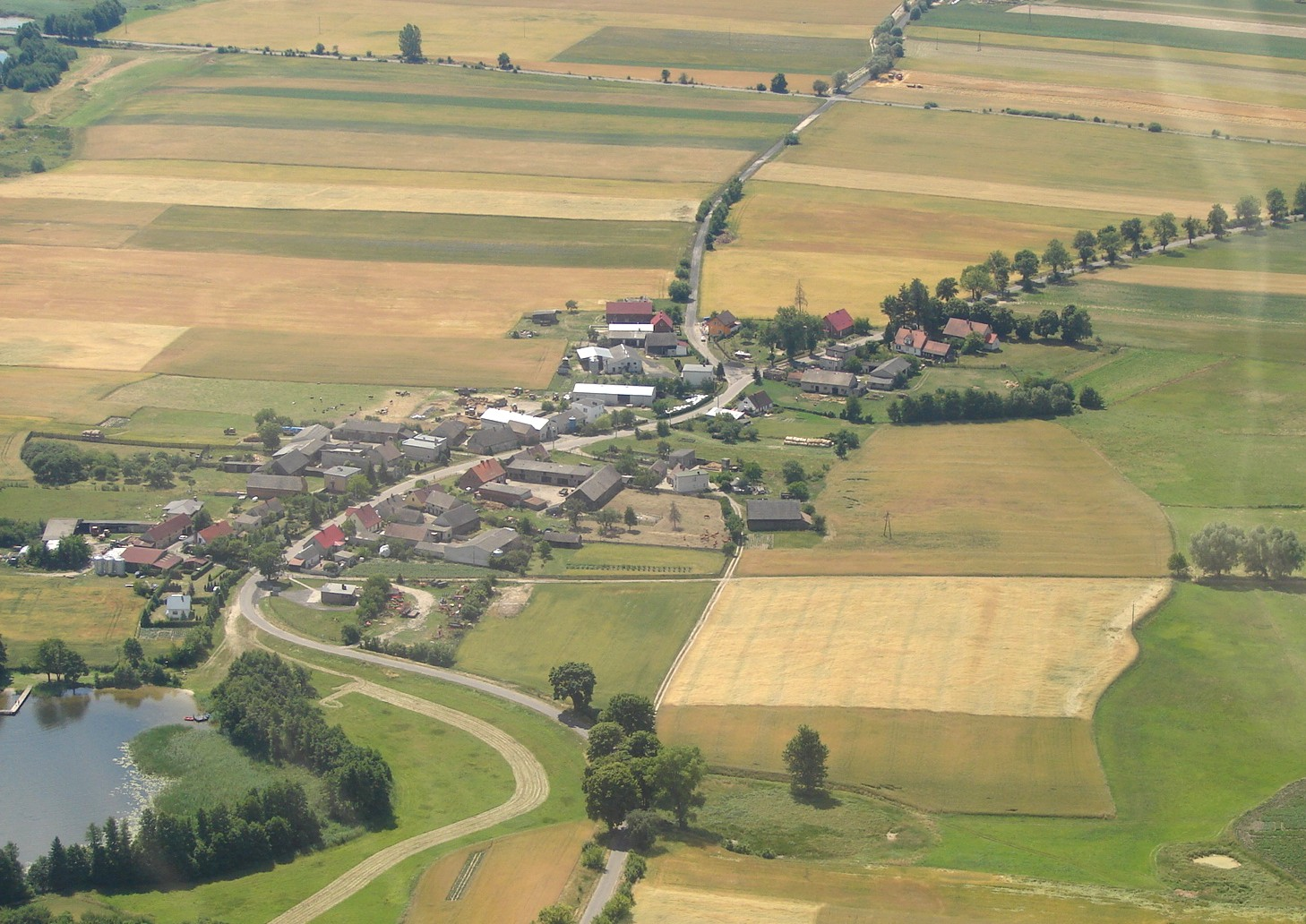
Buntowo – miejscowość będąca wsią

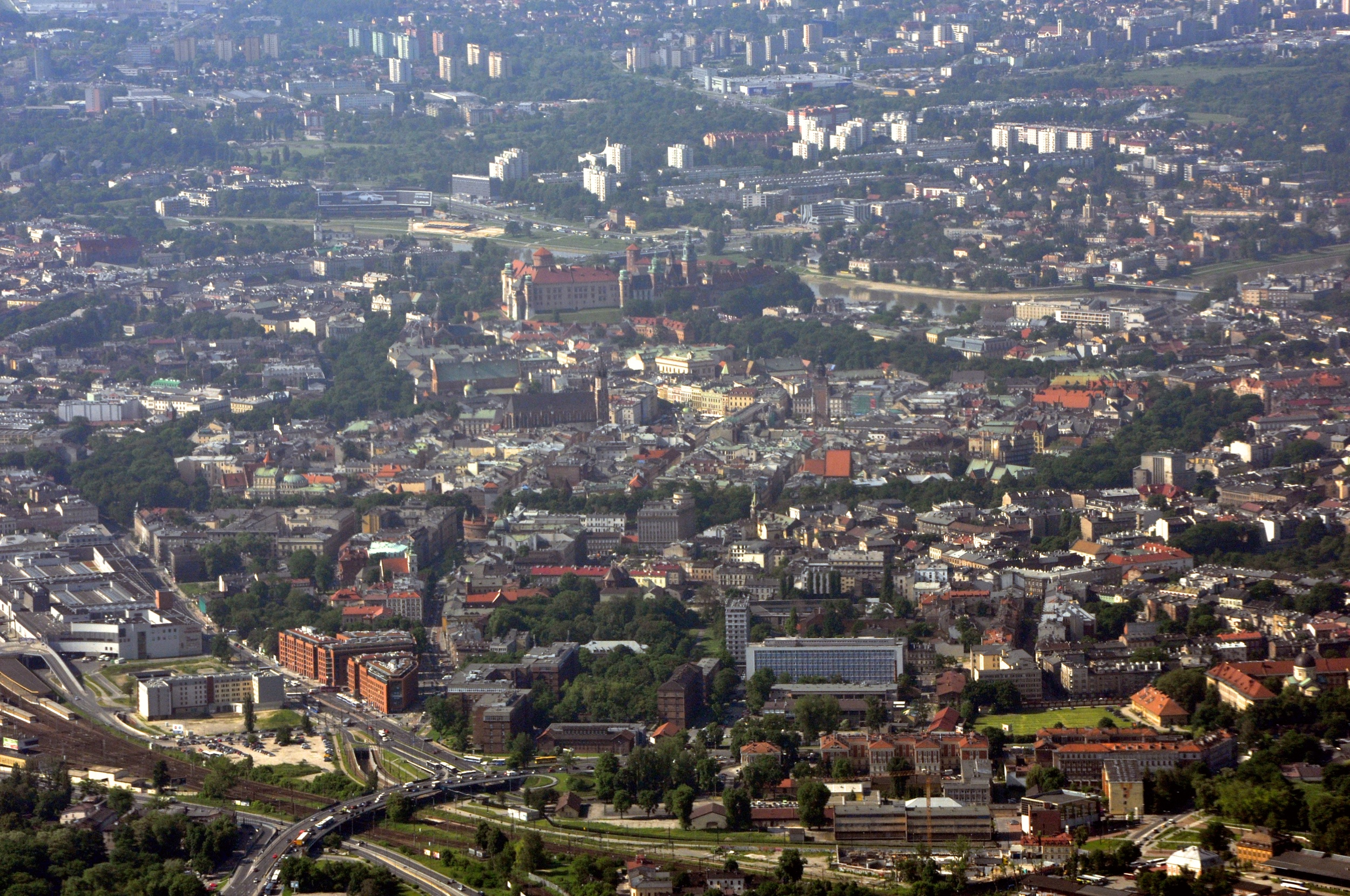
Kraków będący miejscowością o statusie miasta na prawach powiatu

Miejscowość – każde skupisko ludności, niezależnie od liczby zabudowań i gęstości zabudowy oraz liczby ludności, odróżniające się od innych skupisk urzędową lub zwyczajową nazwą własną.